# Sydney Motorsport Park
Sydney Motorsport Park (conocido hasta mayo de 2012 como Eastern Creek Raceway) es un autódromo situado unos 40 km al oeste del centro de Sídney, Nueva Gales del Sur, Australia. Fue inaugurado en noviembre de 1990 y el trazado principal mide 3930 metros de largo.
Además de recibir al V8 Supercars y otros campeonatos australianos de automovilismo de velocidad, fue sede del Gran Premio de Australia de Motociclismo del Campeonato Mundial de Motociclismo desde 1991 hasta 1996 y albergó una fecha del A1 Grand Prix en las temporadas 2005/06 a 2007/08. El circuito perdió los tres campeonatos mencionados a manos de un circuito callejero en Homebush, Phillip Island y Surfers Paradise respectivamente.

## Récord de vuelta
- Absoluto: Nico Hülkenberg, 4 de febrero de 2007, A1GP, 1'19.14
- V8 Supercars: Mark Skaife, 28 de marzo de 1999, Holden Commodore VT, 1'31.730
- 500 cc (Mundial de Motociclismo): Álex Crivillé, 20 de octubre de 1996, Honda NSR 500, 1'30.360